# 作秀公审

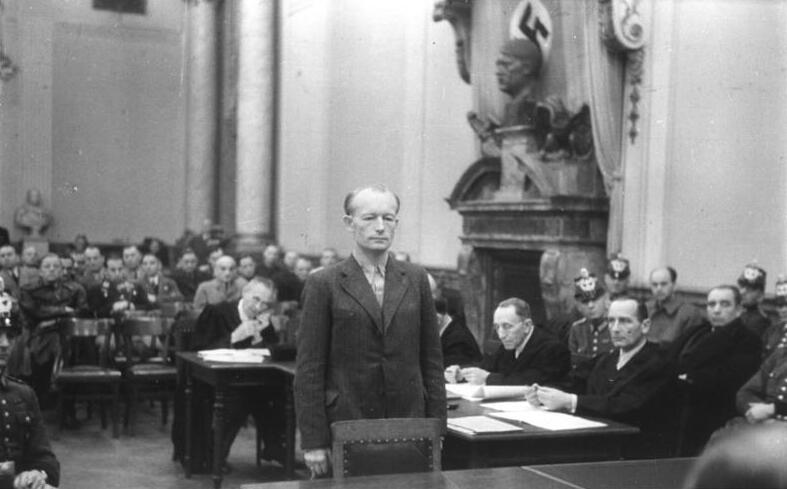
1944年纳粹德国人民法院审判Adolf Reichwein

摆样子公审（英語：show trial），又譯作秀公審、作秀審判，是一个对某种高度公开审判的贬义提法。

## 表現
在此种类型的审判中，有明显迹象可以表明，司法已经提前定了被告人的罪，或是受當局指示而操弄，故被告幾乎不存在或不允許辯駁的可能。此审判唯一的目的就是展示对被告人的指控，并当众宣读判决以对公众作出警告，摆样子（作秀）。摆样子公审對於法律有破壞性，比起维护正义，更倾向于具有报复性。该词首創於20世纪30年代，被西方用以形容當時發生的蘇聯大清洗。